# Loch Gelly
Loch Gelly ist ein Süßwassersee in der schottischen Council Area Fife. Er liegt in der Nähe von Cowdenbeath und Lochgelly. Im Umkreis weniger Kilometer befinden sich auch Loch Ore und Loch Fitty.
Loch Gelly ist nicht zu verwechseln mit Gelly Loch in Angus.

## Beschreibung
Der See liegt auf einer Höhe von 105 Metern über dem Meeresspiegel. Loch Gelly weist einen länglichen Umriss mit einer maximalen Länge von 1,1 Kilometern bei einer maximalen Breite von 690 Metern auf, woraus sich eine Fläche von 59 Hektar und ein Umfang von drei Kilometern ergeben. An seinem Westufer mündet der Lochgelly Burn ein, welcher das Volumen von 889.343 Kubikmetern speist. Das Einzugsgebiet von Loch Gelly beträgt 1474 Hektar. Er besitzt eine durchschnittliche Tiefe von 1,5 Metern und eine maximale Tiefe von 2,7 Metern. Am Ostufer fließt der Gelly Burn ab, der über Ore und Leven in den Firth of Forth entwässert.
Loch Gelly besitzt Populationen von Fischen und Vögeln und ist bei Anglern beliebt. Entlang des Nordufers verläuft die A92.